# Esteve de Corbera
Esteve de Corbera (Barcelona, S.XVI-†1631) va ser un historiador català, Ciutadà honrat de Barcelona.

## Biografia
Fou fill d’Esteve de Corbera, va estar al servei de Joaquim Carròs de Centelles, comte de Quirra i de Centelles, i, més tard, de l’historiador Francesc de Montcada i de Montcada, tercer marquès d’Aitona. Censurà la Sentia poètica en el certamen celebrat el 1618 a Barcelona, i elogià el seu autor Vicent de Moradell.
Va deixar sense acabar, l'obra en castellà, Catalunya Ilustrada, que posteriorment es va publicar a Nàpols (1678) gràcies a Rafel de Vilosa i que va completar el carmelita José Gómez de Porres. Conté una descripció de l'economia i de l'església del Principat, notícies dels monestirs i famílies catalanes i una relació de la història de Catalunya fins a la Reconquesta. Curiosament, se citen les obres d’historiadors catalans contemporanis, incloent-hi una defensa de la Crònica de Jeroni Pujades, fent un l'últim refregit de la llegenda d'Otger Cataló. Sembla que aquest manuscrit va ser utilitzat per Pèire de Marca durant la seva estada a Barcelona. També va deixar relacions inèdites "Las prosperidades infelices", (1624) sobre la guerra pel domini català a Sicília, així com una Vida de Maria de Cervelló (1629) feta servir en el procés de beatificació, la genealogia de la casa de Queralt i altres escrits, com la història del regnat de Felip II de Castella amb algunes sàtires iròniques envers el govern. Mantingué una erudita correspondència amb el primer comte de Guimerà (1622-25), sobre la història dels comtes de Ribagorça i amb Jaume Ramon Vila sobre la llegenda d’Otger Cataló.

## Obres
- Genealogia de la nobilissima casa de Queralt en el Principado de Cataluña y breves relaciones y epítomes de las vidas y hechos de los antiguos condes de Barcelona y reyes de Aragón (1623)
- Consultas historiales de D. Gaspar de Galcerán de Gurrea y de Aragón (1623)
- Vida i echos maravillosos de doña María de Cervellon, llamada María Socós, Beata profesa de la Orden de nuestra Señora de la Merced, Redención de cautivos con algunas antigüedades de Cataluña (1629), on dedica 36 capítols a la biografia de la santa, uns altres 26 a escriure la història de l'Orde de la Mercè i la resta els dedica a la història de Catalunya.
- Va escriure una descripció de la Conquesta catalana de Sicília i diverses històries de religió i política, anomenades Prosperidades infelices (1629).
- Catalunya Ilustrada (1678), publicada a Nàpols, on descriu la geografia, l'economia i la història del Principat català.